# Eudorylas semicircularis
Eudorylas semicircularis är en tvåvingeart som beskrevs av Xu 2003. Eudorylas semicircularis ingår i släktet Eudorylas och familjen ögonflugor. Inga underarter finns listade i Catalogue of Life.